# Meteo TV
A Meteo TV 2012. október 1-jén indult tematikus kereskedelmi televízió, amely óránként élő időjárás-jelentéssel, előrejelzéssel (nemzetközivel is), veszélyjelzéssel, valamint orvosmeteorológiai, közlekedés-meteorológiai és közlekedési információkkal hiánypótló szolgáltatást jelent a hazai televíziós piacon. A csatorna 2015. április 17-én megszűnt.

## Tartalom
Az egyedüli csatorna, amely a hazai elismert szakemberek közreműködésével, az időjárás-előrejelzésen túl saját gyártású műsorokkal és vásárolt filmekkel, profilba vágó mini-program sorozatokkal felvállaltan és kiemelten foglalkozik olyan globális kérdésekkel is, mint a klímaváltozás, fenntartható fejlődés, alternatív/megújuló erőforrások kérdése, különböző természeti jelenségek, zöld beruházások, környezetvédelem, a környezettudatos életmódra való nevelés.
A műsorfolyam gerincét a reggel 05-02 óra között óránként jelentkező, majd fél óránként ismételt, 10-15 perc hosszú, szakmailag bővített, állandóan frissülő adatokra épülő élő időjárás jelentés és előrejelzés adja. Az adatok szállításában szakmai partnere az Országos Meteorológiai Szolgálat.

## Megszűnése
Az adó a UPC Digitalon valamint az Invitelnél volt elérhető, de nagy népszerűségre nem sikerült szert tennie. A tévécsatorna továbbítása már április elején leállt, ezt követően az UPC bejelentette, hogy a csatorna megszűnése a kínálatból való kikerülés oka. Bár a csatorna weboldala még ígérte a megújulást, de az adó életképessége erősen megkérdőjelezhető volt, végül nem éledt fel.